# Antonio (California)
Antonio es un área no incorporada ubicada en el condado de Santa Bárbara en el estado estadounidense de California.

## Geografía
Antonio se encuentra ubicada en las coordenadas 34°50′7″N 120°34′12″O / 34.83528, -120.57000.